# 한약진흥재단
한약진흥재단(韓藥振興財團, National Development Institute of Korean Medicine, NIKOM)은 한의약 육성을 위한 기반 조성과 한의약 기술 개발 및 산업진흥을 통해 국민 건강증진과 국가 경제발전에 기여하기 위하여 설립된 대한민국 보건복지부 산하 특수법인이다. 경상북도 경산시 화랑로 94(갑제동)에 소재하고, 일부 조직은 전라남도 장흥군, 서울특별시, 대구광역시에 소재한다.

## 설립 근거
- 한의약 육성법[3]

## 주요 업무
- 한의약기술의 과학화 및 정보화 촉진
- 우수한약재의 재배 및 한약의 제조·유통 지원
- 전통 한약시장의 전승·발전 지원 및 한약재 품종의 보존·연구
- 한의약의 육성·발전에 관한 사업으로서 보건복지부장관 그 밖에 관계행정기관의 장이 위탁한 사업
- 위의 사업에 부대되는 사업

## 연혁
| - 2006년 7월 대구·경북한방산업진흥원 설립 허가(보건복지부) - 2006년 8월 초대 김용대 이사장 취임 - 2007년 4월 초대 이길영 원장 취임 - 2008년 6월 한약재품질인증센터 건립(대구광역시 중구 남성로) - 2008년 12월 대구·경북한방산업진흥원 건립(경상북도 경산시 화랑로) - 2009년 4월 한약재품질인증센터 수입한약재검사기관 지정 - 2010년 3월 제2대 이형호 원장 취임 - 2011년 2월 제2대 김연창 이사장 취임 - 2011년 12월 한국한방산업진흥원으로 명칭 변경 - 2012년 9월 제3대 이인선 이사장 취임 - 2013년 3월 제3대 이형호 원장 취임 - 2014년 10월 제4대 신흥묵 원장 취임 | - 2007년 11월 전라남도한방산업진흥원 설립 - 2008년 1월 초대 조정희 원장 취임(식품의약품안전청 파견) - 2009년 1월 약용작물종자보급기반구축사업 확정(농림수산식품부) - 2009년 3월 전라남도한방산업진흥원 개원 - 2009년 12월 한약재 품질검사기관 지정(식품의약품안전청) - 2011년 1월 제2대 조정희 원장 취임(연임) - 2011년 12월 약용작물종자보급기반구축 완료 - 2012년 1월 하국토종자원의한약재기반구축사업 추진기관 선정 - 2012년 5월 약용작물종자보급센터 및 동물실험실 개소 - 2013년 11월 (주)하원제약 기업부설 중앙연구소 진흥원 내 유치 - 2015년 1월 한약제제약효표준화사업Ⅱ 추진기관 선정 |

### 한약진흥재단
- 2015년 11월 27일 통합법인 한약진흥재단 설립 허가
- 2015년 12월 28일 한약진흥재단 설립
- 2019년 6월 12일 한국한의약진흥원 출범

## 조직

### 이사장
- 한의표준임상진료지침개발사업단[6]

### 원장
- 운영지원팀

| 경영지원본부 경영기획부 경영정책팀 대외홍보팀 기업지원팀 | - 연구기획팀 - 품질인증센터 | - 한약재연구팀 | 한의약정책본부 [ 9 ] 정책개발부 정책기획팀 글로벌기획팀 |

## 같이 보기
- 한국한의학교육평가원
- 한국한의학연구원
- 대한한의사협회
- 대한한약사회
- 한국한약산업협회
- 한국한약유통협회
- 부산대학교 한의학전문대학원